# Białek malutki
Białek malutki (Carychium minimum) – gatunek lądowego, wilgociolubnego ślimaka płucodysznego z podrodziny Carychiinae w obrębie rodziny Ellobiidae o eurosyberyjskim zasięgu występowania. Gatunek typowy rodzaju Carychium.

## Występowanie
Zasiedla prawie całą Europę, poza jej południowymi, śródziemnomorskimi półwyspami i wyspami. W Turcji jest rzadki. Powyżej 60° N występuje nielicznie, głównie przy brzegach zbiorników. W Szwajcarii spotykany do wysokości 1800 m. Przez długi czas był uznawany za gatunek endemiczny Europy. Od I połowy XX wieku (1912) pojawiały się pojedyncze doniesienia z Ameryki Północnej o stwierdzeniu nowego dla tego kontynentu gatunku introdukowanego, zaobserwowanego w przydomowych ogrodach. Na początku XXI wieku potwierdzono obecność stabilnych populacji w warunkach naturalnych na obszarze północno-wschodnich Stanów Zjednoczonych i Kanady. 
W Polsce białek malutki występuje pospolicie w miejscach podsiąkających wodą. Zasiedla podmokłe lasy i łąki. Jego siedliskiem są opadłe, butwiejące liście. Spotykany jest na roślinach i kamieniach. Często występuje razem z białkiem wysmukłym (Carychium tridentatum).

## Budowa
Muszla jajowato-wrzecionowata o wymiarach 1,6–2,2 × 0,9–1,1 mm. Białek malutki jest nieco mniejszy i mniej smukły od białka wysmukłego. Muszla żywych osobników jest bezbarwna i przejrzysta. Krótko po śmierci ślimaka muszla staje się matowa i biała. Brzeg jej otworu ma zgrubiałą wargę, 3 zęby oraz spiralny fałd wokół wrzeciona. Brak wieczka. Czułki są krótkie, stożkowate. Na ich nasadzie położone są czarne oczy ślimaka.

## Biologia
Białek malutki może przetrwać długie okresy zalania wodą. Dorosłe oddychają wówczas całą powierzchnią ciała. Jama płaszczowa młodych przekształca się w płuco na późniejszym etapie rozwoju.
Dojrzałość płciową osiąga po około 30 dniach. W sprzyjających warunkach, przy odpowiedniej temperaturze i wilgotności oraz dostępności pokarmu, może się rozmnażać przez cały rok. Jaja tego gatunku są relatywnie duże (0,4 mm średnicy) w porównaniu z rozmiarami ślimaka.
Występująca u tego gatunku afalia jest przejawem silnie wyrażonej protandrii – osobnik rozpoczyna aktywność płciową jako samiec, a po kopulacji przechodzi w fazę żeńską, następuje redukcja prącia.